# Санва-Мару
Санва-Мару (Sanwa Maru) — транспортне судно, яке під час Другої світової війни взяло участь у операціях японських збройних сил на Соломонових островах.
Санва-Мару спорудили у 1934 році на верфі Sanoyasu Dockyard у Осаці на замовлення компанії Sanko Kisen.
У 1943 році судно використовували під час операцій на Соломонових островах. Зокрема, відомо, що 10 травня воно прибуло в район острова Бугенвіль на якірну стоянку Шортленд (прикрита групою невеликих островів Шортленд акваторія біля південного завершення острова, де зазвичай відстоювались легкі бойові кораблі та перевалювались вантажі для відправлення далі на схід Соломонових островів), невдовзі після чого полишило її та 12 травня прибуло до Рабаулу — головної передової бази японців у архіпелазі Бісмарка, з якої провадились операції на Соломонових островах та сході Нової Гвінеї.
11 жовтня 1943-го судно знову перебувало біля Бугенвіля, цього разу в затоці біля його північно-західного узбережжя, неподалік від порту Бука. Тут Санва-Мару атакували та потопили літаки B-25 «Мітчелл».